# Буковець (струмок)
Буковець — струмок в Україні, у Верховинському районі Івано-Франківської області на Гуцульщині, лівий доплив Чорного Черемошу (басейн Дунаю).

## Опис
Довжина струмка приблизно 6  км. Формується з багатьох безіменних струмків. Струмок тече у гірському масиві Покутсько-Буковинських Карпатах (зовнішня смуга Українських Карпат).

## Розташування
Бере початок на північному заході від села Буковець і тече понад ним переважно на південний схід, а потім повертає на південний захід і на сході від села Криворівня в національному природному парку «Верховинський» на висоті 545 м над рівнем моря впадає в річку Чорний Черемош, ліву притоку Черемошу.
Струмок перетинає автомобільна дорога Р24.

## Цікавий факт
- У XIX столітті струмок називався Варатин (пол. Waratyn[3])